# Acalolepta coreanica
Acalolepta coreanica es una especie de escarabajo longicornio del género Acalolepta, tribu Monochamini, subfamilia Lamiinae. Fue descrita científicamente por Breuning en 1956.
Se distribuye por Corea. Mide aproximadamente 23 milímetros de longitud. El período de vuelo de esta especie ocurre en el mes de julio.